# 스포츠 진행자

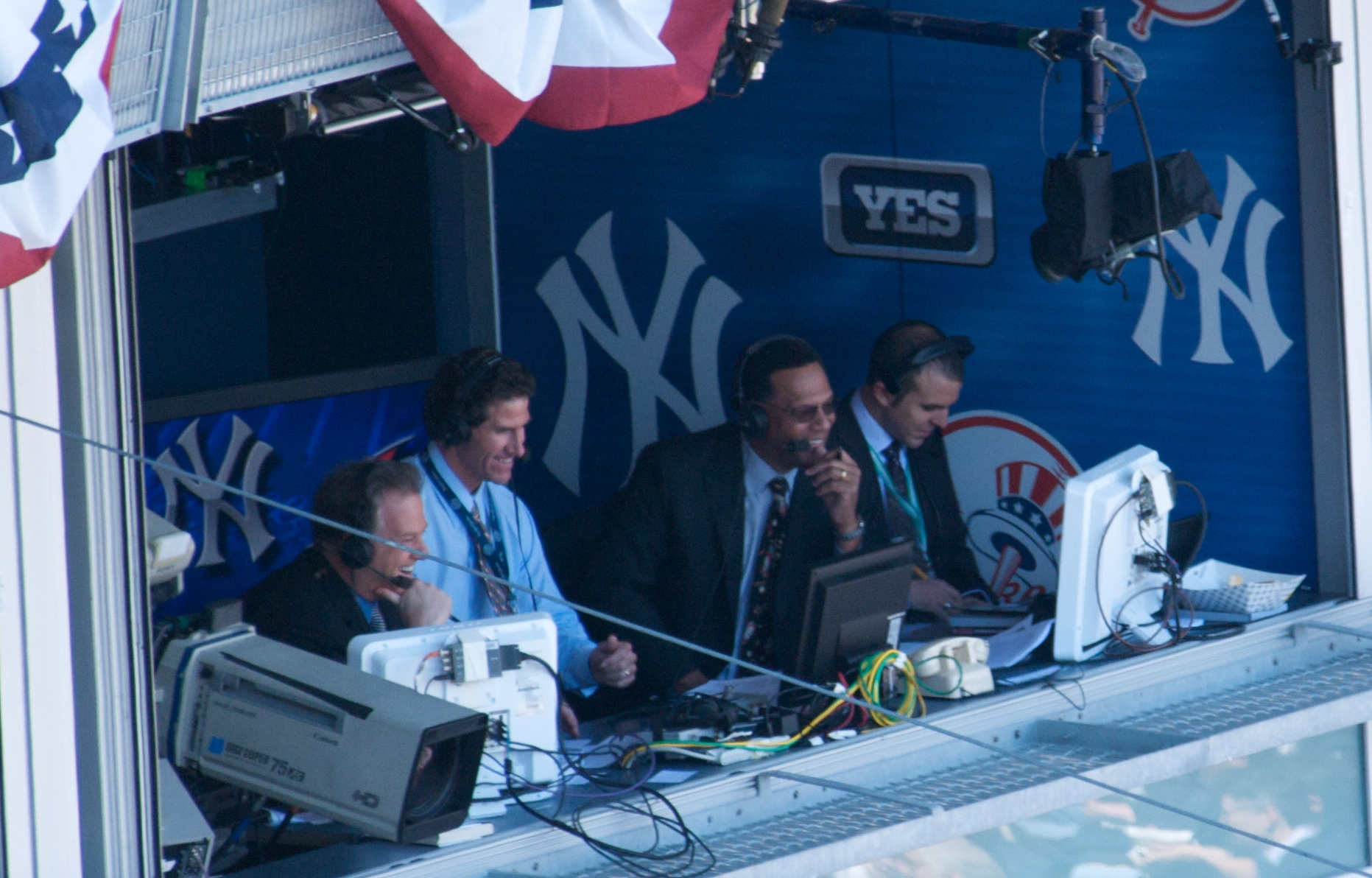

스포츠 진행자는 스포츠 경기의 진행 상황을 실시간으로 전달하는 사람을 의미한다. 대한민국에서는 단순 진행하는 스포츠캐스터와 경기 상황을 전문적으로 부연 설명하는 해설가 등으로 구분할 수 있다.

## 종류

### 스포츠캐스터
스포츠캐스터(영어: sportscaster)는 대한민국에서 각 방송 매체를 통해 스포츠 경기의 진행 상황을 실시간으로 전달해주는 스포츠 아나운서를 의미한다.